# Kees
Kees of Cees is een voornaam die vooral in Nederland voorkomt. 
Hoewel de naam meestal voor mannen gebruikt wordt, zijn er ook vrouwelijke naamdragers. Voorbeelden hiervan zijn Kees uit de film en serie Flodder en de hoofdpersoon uit Kees & Co.
Kees is een verkorting van Cornelis (of Cornelia), wat waarschijnlijk de gehoornde betekent, afgeleid van het Latijnse cornu (hoorn). 
Schrijft men Cees, dan kan dat ook een verkorting zijn van Cornelis en wordt dan meestal als Kees uitgesproken. Cees kan echter ook een verkorting zijn van Caesar, en dan is de uitspraak Sees.
Deze typisch Nederlandse voornaam is misschien ook een helft van de oorsprong van het Amerikaanse woord Yankee. Na het verlies van de stad New York, dat ooit een Nederlandse nederzetting met de naam Nieuw-Amsterdam was, bleven daar een heleboel Nederlanders. Omdat de voornamen Jan en Kees zo typisch waren, noemden de nieuwe eigenaars, de Britten, de oorspronkelijk bewoners "Jan-Kees". Na een eeuw of twee werd dat Yankee. Na de Amerikaanse Burgeroorlog was de naam breder in gebruik, als een naam voor alle mensen die uit de noordelijke staten kwamen. Tijdens en na de Tweede Wereldoorlog betekende Yankee, dankzij de Engelsen, ook een Amerikaan in het algemeen.

## Leesplankje
De naam komt ook voor op het leesplankje van Cornelis Jetses, dat op Nederlandse scholen werd gebruikt (aap, noot, Mies, Wim, zus, Jet etc).

## Bekende Nederlandse naamdragers

### Cees
- Cees Buddingh', dichter,[2] zie onder Kees
- Cees Fasseur, historicus[3]
- Cees Holtkamp, banketbakker en oprichter van Patisserie Holtkamp op de Vijzelgracht in Amsterdam
- Cees van Hoore, dichter, schrijver en journalist[3]
- Cees Juffermans, shorttrackschaatser[3]
- Cees van Kooten, voetballer en voetbalcoach[3]
- Cees Nooteboom, schrijver[4][5]
- Cees van Zijtveld, diskjockey[2]

### Kees
- Kees Bol, kunstschilder
- Kees Buddingh', dichter
- Kees van Dongen, kunstschilder
- Kees Driehuis, journalist en televisiepresentator
- Kees Fens, schrijver, literatuurwetenschapper en literatuurcriticus
- Kees Jansma, sportverslaggever
- Kees Kok, theoloog
- Kees Koning, antimilitarist en priester
- Kees van Kooten, schrijver en cabaretier
- Kees Kuys, voetballer
- Kees van Lier, acteur en stemacteur
- Kees Momma, schrijver
- Kees Ouwens, dichter en schrijver
- Kees Plat, zanger en songwriter
- Kees Prins, komisch acteur
- Kees Schilperoort, radiopresentator
- Kees Schoonenbeek, componist
- Kees Slager, journalist, auteur en politicus
- Kees van der Spek, journalist en programmamaker
- Kees van der Staaij, politicus
- Kees Tel, componist
- Kees Tol, acteur en presentator (de Mol in Wie is de Mol? 2013)
- Kees Torn, tekstschrijver en cabaretier
- Kees Uittenhout, grafisch ontwerper
- Kees Verkerk, schaatser
- Kees Vermunt, voetballer
- Kees Versluys, zanger
- Kees Vlak, componist

## Fictief figuur
- Kees Bakels, hoofdpersoon uit het boek Kees de jongen van Theo Thijssen, en uit de gelijknamige film
- Kees Heistee, personage uit de Nederlandse televisieserie Kees & Co
- Kees Flodder
- Kees uit het gelijknamige nummer van Frans Halsema en later gecoverd door Acda en De Munnik